# Glenner
Der etwa 31 Kilometer lange Glenner (rätoromanisch: Glogn) ist der bei weitem grösste Nebenfluss des Vorderrheins und verläuft im Schweizer Kanton Graubünden. Er hat hier eine mittlere Wasserführung von fast 9 m³/s. Während der Schneeschmelze und nach Regenfällen führt der Fluss meistens dunkelgraues Wasser.
Glenner war auch der Name eines bis 2001 bestehenden Bezirks dieses Kantons, dessen Gebiet ab 2016 verwaltungsmässig in die Bündner Oberländer Region Surselva eingeteilt wurde.

## Name
Frühe Namensbelege sind u. a.:
- 1344 zwischent dem Gelengen und der statt ze Inlantz
- 1485 Glong,
- 1516 bim glenden
- 1532 Gloyn

Der Name geht auf das keltische *glano- für 'rein, klar' zurück.

## Geographie

### Verlauf
Der Wildfluss entspringt nahe der Grenze zum Kanton Tessin auf einer Höhe von 2615 m ü. M. Er ist hier umgeben von mehr als 3100 m hohen Bergen (Piz Terri, 3149 m).
Er durchfliesst danach das Val Lumnezia. Im Oberlauf hat der Fluss eine tiefe Schlucht geschnitten, die an ein paar Stellen schwarzes Schiefergestein aufweist. Bei Uors nimmt der Glenner von rechts seinen wichtigsten Nebenfluss auf, den Valser Rhein, der ihn dort an Grösse und Länge deutlich übertrifft.
Nach weiteren gut 10 Flusskilometern mündet er bei Ilanz in den Vorderrhein auf einer Höhe von 688 m ü. M. Sein Lauf endet ungefähr 1927 Höhenmeter unterhalb seiner Quelle, er hat somit ein mittleres Sohlgefälle von etwa 62 ‰.

Impressionen
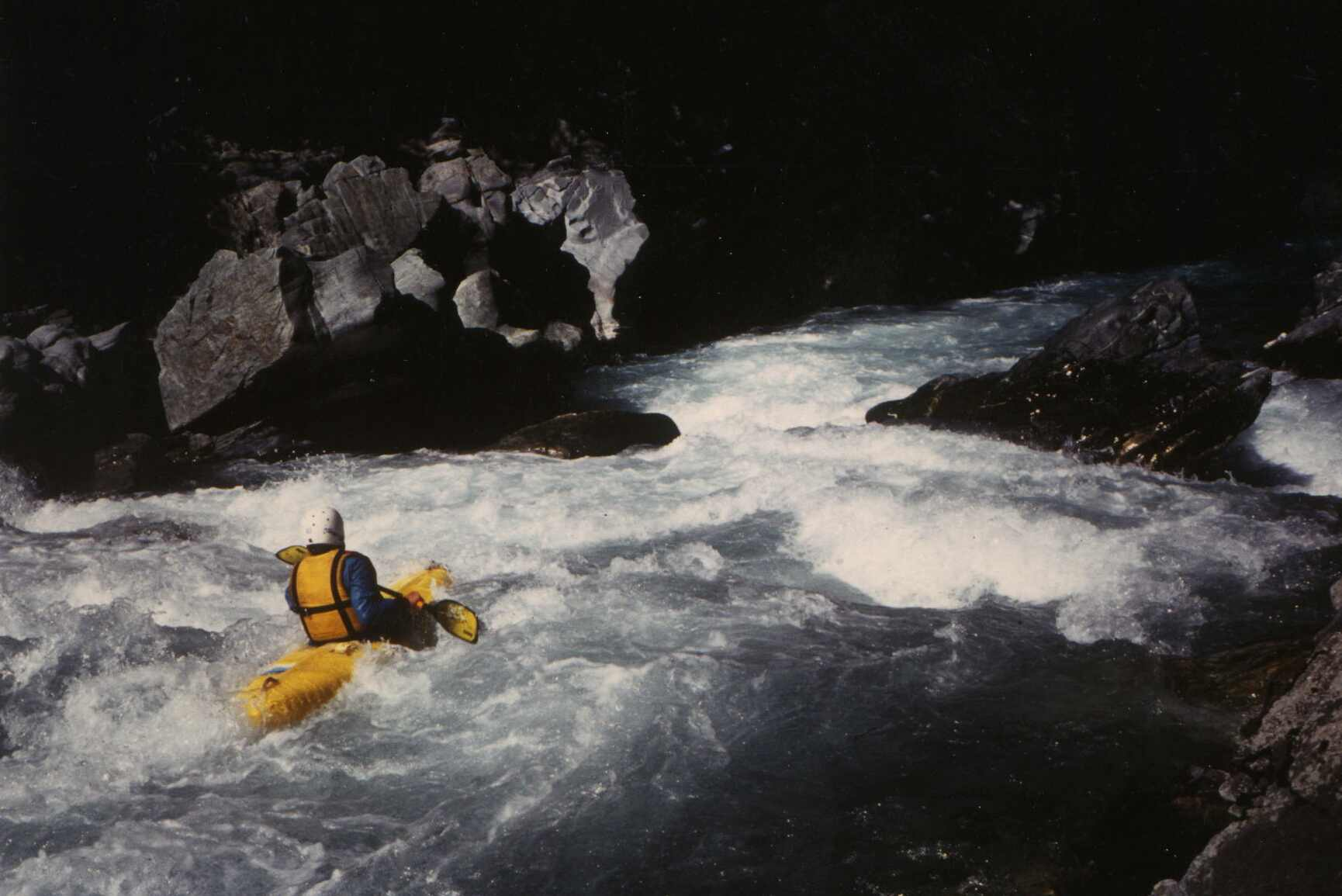
Kajakfahrt bei Pitasch
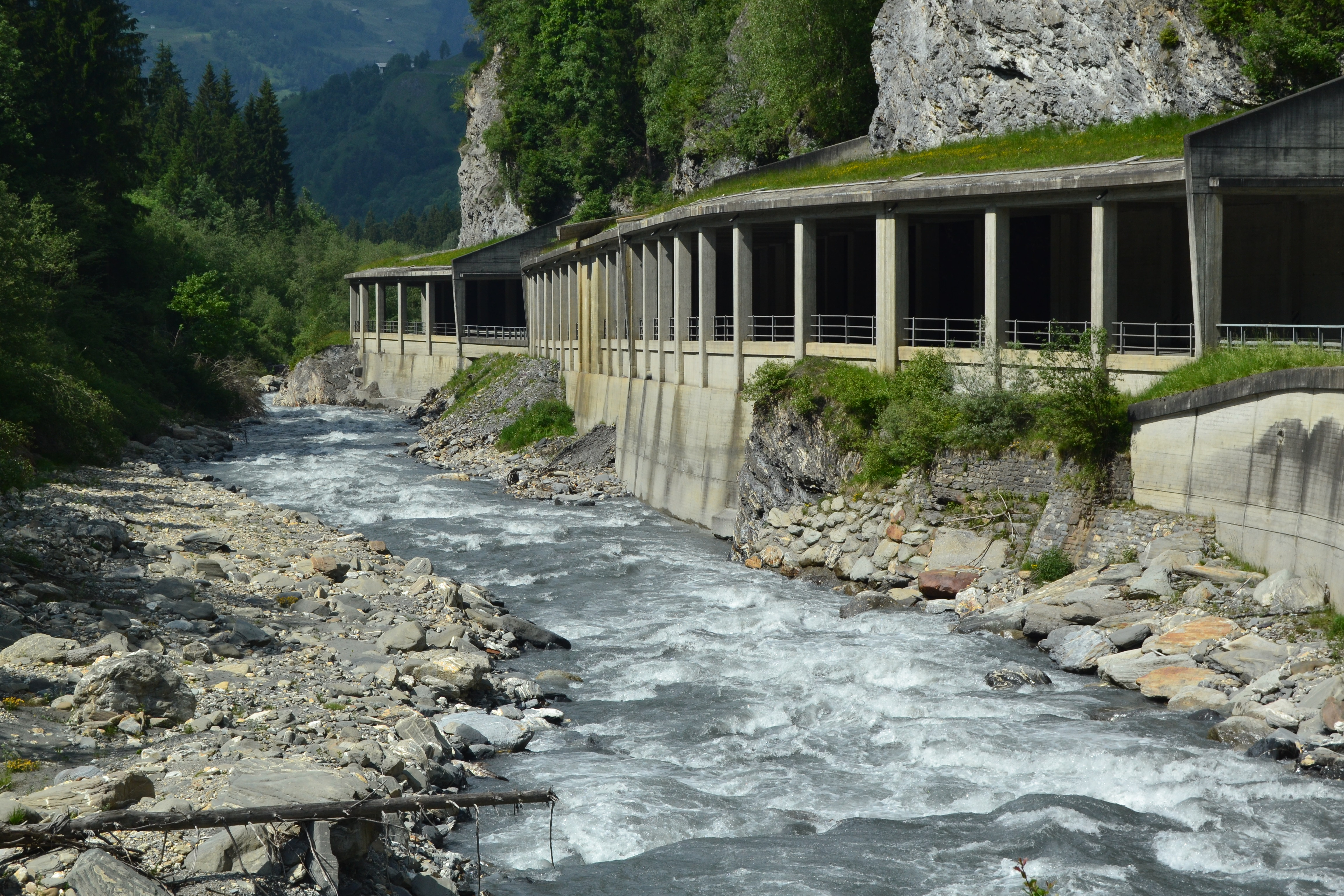
Galerien der Valserstrasse
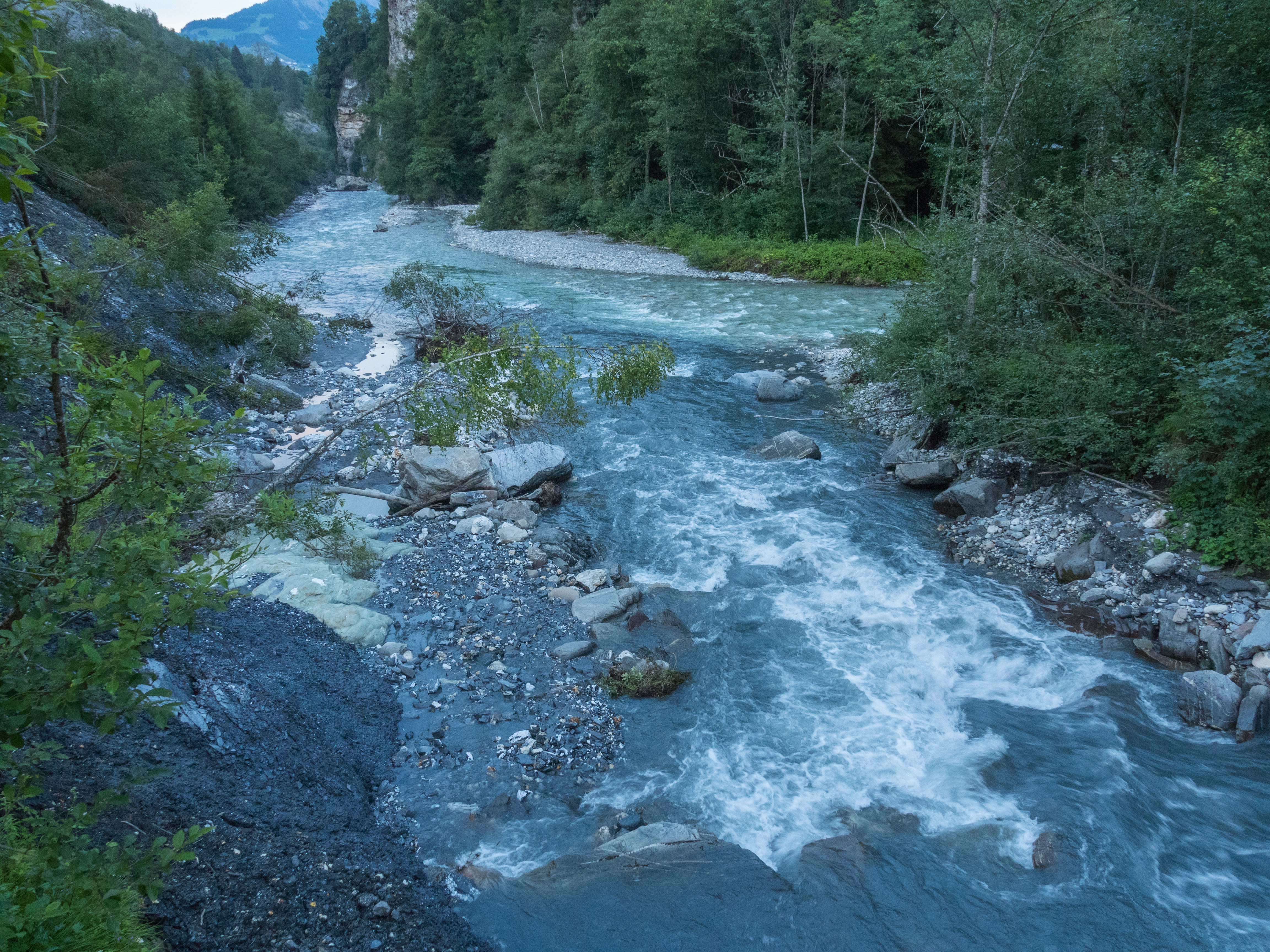
Valser Rhein (oben rechts) fliesst in den Glenner
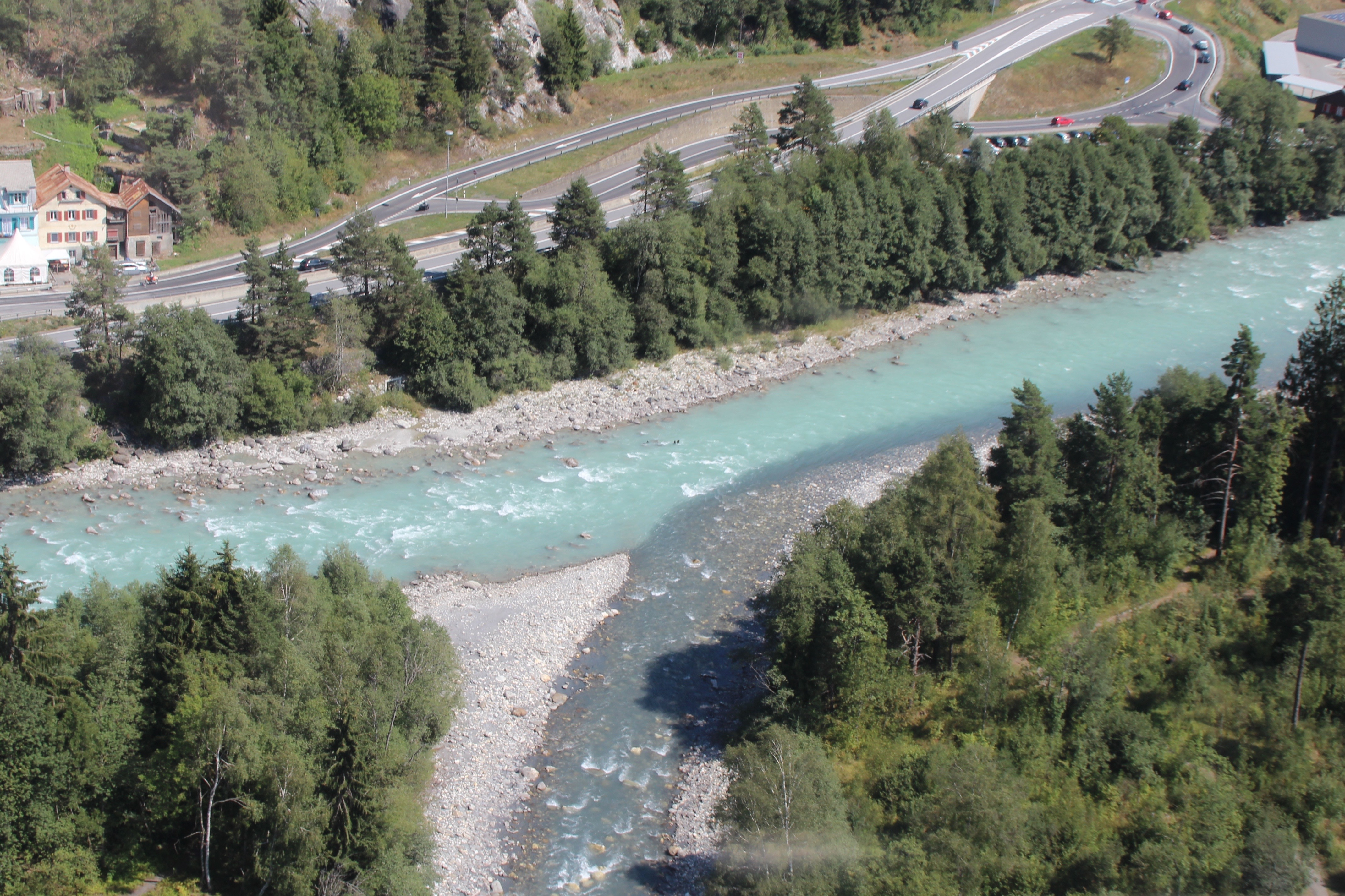
Glenner fliesst in den Vorderrhein

### Einzugsgebiet
Das 382,6 km² grosse Einzugsgebiet des Glenner liegt in den Lepontinischen Alpen und wird durch ihn über den Vorderrhein und den Rhein zur Nordsee entwässert.
Es grenzt
- im Osten an das Einzugsgebiet der Rabiusa, die in den Vorderrhein mündet;
- im Südosten an das des Hinterrheins
- im Südwesten an das des Brennos, der über den Tessin in den Po entwässert und
- im Westen an das des Rein da Sumvitg, der in den Vorderrhein mündet.

Das Einzugsgebiet besteht zu 20,9 % aus bestockter Fläche, zu 37,5 % aus Landwirtschaftsfläche, zu 1,2 % aus Siedlungsfläche und zu 40,5 % aus unproduktiven Flächen.
Die Flächenverteilung
Die mittlere Höhe des Einzugsgebietes beträgt 2016,9 m ü. M., die minimale Höhe liegt bei 698 m ü. M. und die maximale Höhe bei 3367 m ü. M.

### Hydrologischer Hauptstrang
Der Valser Rhein ist länger, hat ein grösseres Einzugsgebiet und einen stärkeren mittleren Abfluss (MQ) als der Glenner bis zu ihrem Zusammenfluss. Er ist somit der hydrologische Hauptstrang des Flusssystems Glenner.
| Name         | Länge in km | EZG in km² | MQ in m³/s |
| ------------ | ----------- | ---------- | ---------- |
| Glenner      | 20,8        | 110,67     | 3,38       |
| Valser Rhein | 29,4        | 185,75     | 7,54       |

Anmerkungen zur Tabelle
1. ↑  Der Glenner bis zum Zusammenfluss mit dem Valser Rhein

### Zuflüsse
Der wichtigste Nebenfluss ist der Valser Rhein. Weitere grössere Zuflüsse sind der Aua Diesrut, der Aua da Cavel, der Val Uastg und der Rieinbach.
| Name              | GKZ      | Lage   | Länge in km | EZG in km² | MQ in m³/s | Mündung Koordinaten                 | Mündungshöhe in m | Bemerkungen                                 |
| ----------------- | -------- | ------ | ----------- | ---------- | ---------- | ----------------------------------- | ----------------- | ------------------------------------------- |
| Aua da Darlun     | CH003687 | links0 | 002,6000    | 0003,670   | 0000,150   | ca. 1 km südlich von Vanescha, Vrin | 1734,500000       | Gewässername von Flurbezeichnung abgeleitet |
| Aua da Blengias   | CH003686 | links0 | 003,9000    | 0005,6000  | 0000,210   | bei Vanescha, Vrin                  | 1695,000000       | Gewässername von Flurbezeichnung abgeleitet |
| Aua da Patnaul    | CH003685 | rechts | 003,1000    | 0002,580   |            | bei Pardatsch, Vrin                 | 1519,900000       | Gewässername von Flurbezeichnung abgeleitet |
| Aua da Valleglia  | CH003684 | rechts | 002,6000    | 0002,940   |            | ca. 1 km südlich von Cons, Vrin     | 1408,600000       | Gewässername von Flurbezeichnung abgeleitet |
| Aua Diesrut       | CH003681 | links0 | 005,9000    | 0015,460   | 0000,510   | ca. 1 km südlich von Cons, Vrin     | 1397,100000       |                                             |
| Aua da Serenastga | CH003679 | rechts | 004,8000    | 0006,590   |            | nordöstlich von Vrin, Lumnezia      | 1252,400000       | Gewässername von Flurbezeichnung abgeleitet |
| Aua da Cavel      | CH003680 | links0 | 008,1000    | 0014,850   | 0000,460   | bei Surin, Lumbrein                 | 1191,800000       |                                             |
| Aua da Sigin      | CH003677 | rechts | 003,4000    | 0003,060   |            | bei Silgin, Lumbrein                | 1128,000000       | Gewässername von Flurbezeichnung abgeleitet |
| Aua da Lumbrein   | CH003675 | links0 | 003,3000    | 0005,840   |            | bei Lumbrein, Lumnezia              | 1113,600000       | Gewässername von Flurbezeichnung abgeleitet |
| Aua da Vinogn     | CH003674 | links0 | 004,3000    | 0003,160   |            | bei Vignogn, Lumnezia               | 921,800000        | Gewässername von Flurbezeichnung abgeleitet |
| Aua da Tiarm      | CH003673 | links0 | 004,9000    | 0004,050   |            | bei Surcasti, Lumnezia              | 874,100000        | Gewässername von Flurbezeichnung abgeleitet |
| Valser Rhein      | CH000319 | rechts | 029,4000    | 0185,750   | 0007,540   | bei Uors, Lumnezia                  | 854,700000        |                                             |
| Degenbach         | CH003672 | links0 | 004,6000    | 0004,8000  |            | bei Degen, Lumnezia                 | 853,800000        | Gewässername von Flurbezeichnung abgeleitet |
| Villabach         | CH003670 | links0 | 004,6000    | 0004,930   |            | bei Vella, Lumnezia                 | 821,300000        | Gewässername von Flurbezeichnung abgeleitet |
| Val Uastg         | CH003567 | rechts | 008,3000    | 0019,520   | 0000,490   | bei Peiden-Bad, Lumnezia            | 811,100000        | Alternativname: Duvinerbach                 |
| Peidenbach        | CH003666 | links0 | 003,6000    | 0001,6000  |            | bei Cumbel, Lumnezia                | 792,400000        | Gewässername von Flurbezeichnung abgeleitet |
| Val da Pitas      | CH003665 | rechts | 007,2000    | 0010,210   | 0000,230   | bei Pitasch, Ilanz/Glion            | 784,000000        |                                             |
| Val Gronda Bach   | CH003664 | links0 | 002,6000    | 0001,760   |            | bei Valgronda, Lumnezia             | 783,100000        | Gewässername von Flurbezeichnung abgeleitet |
| Rieinbach         | CH003662 | rechts | 005,8000    | 0017,930   | 0000,410   | bei Riein, Ilanz/Glion              | 762,000000        | Gewässername von Flurbezeichnung abgeleitet |
| Pilacbach         | CH003661 | links0 | 004,2000    | 0004,380   | 0000,090   | bei Luven, Ilanz/Glion              | 709,600000        | Gewässername von Flurbezeichnung abgeleitet |
| Glenner           |          |        | 031,1000    | 0382,6000  | 0012,7000  | bei Ilanz                           | 68800000          | Mündet in den Vorderrhein                   |

Anmerkungen zur Tabelle
1. ↑  Von der Quelle zur Mündung. Daten von Swisstopo (map.geo.admin.ch)
2. ↑  Die Daten des Glenners zum Vergleich

## Hydrologie
Bei der Mündung des Glenners in den Vorderrhein beträgt seine modellierte mittlere Abflussmenge (MQ) 12,7 m³/s. Sein Abflussregimetyp ist nivo glaciaire, und seine Abflussvariabilität beträgt 17.

## Brücken

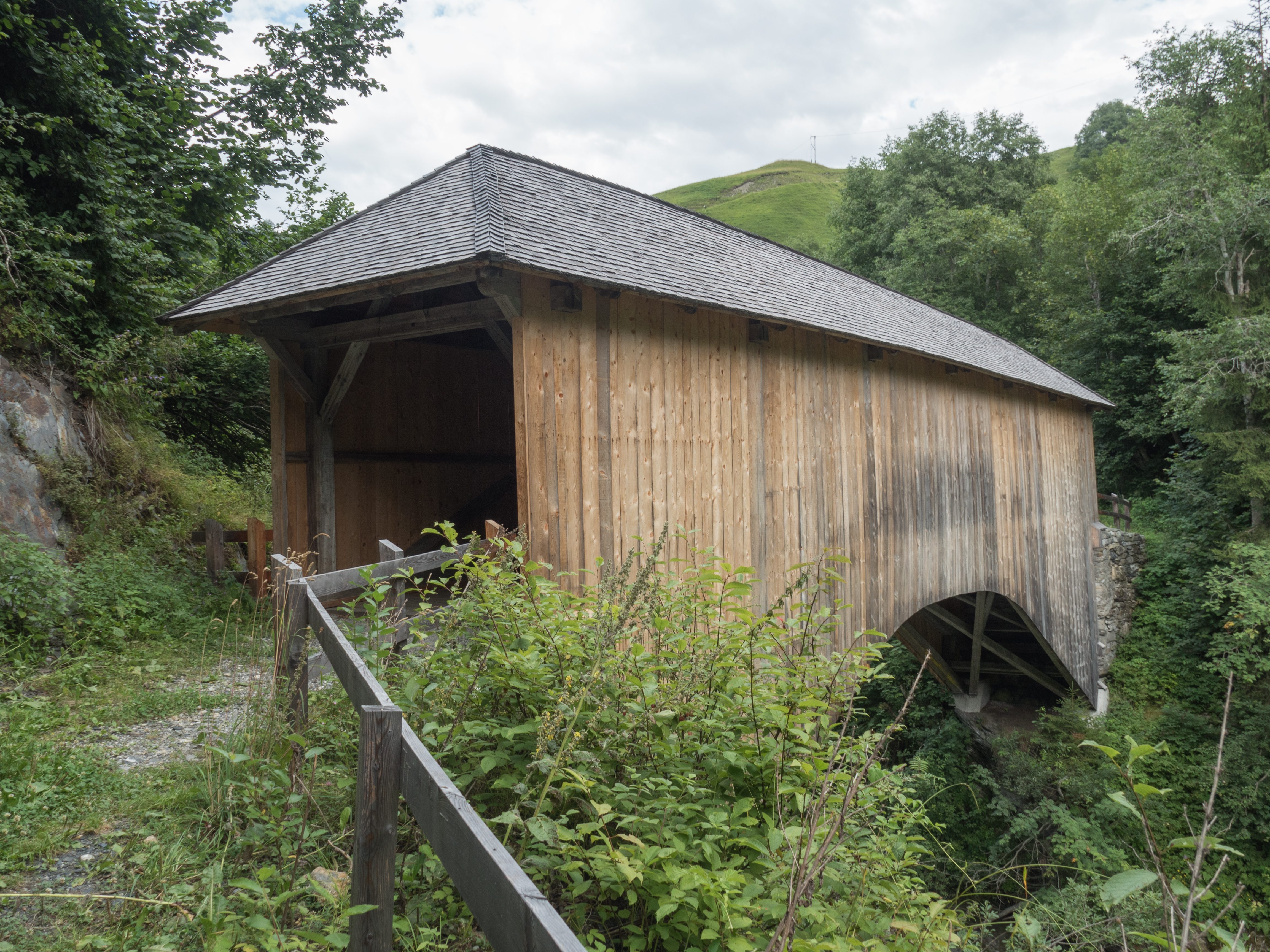
Gedeckte Holzbrücke Silgin über den Glenner, Lumbrein GR

Auf seinem Weg wird der Glenner von 16 Brücken überspannt: 9 Strassenbrücken, 6 Fussgängerstegen (davon drei Hängebrücken) und der RhB-Eisenbahnbrücke in Ilanz.
Erwähnenswert sind die historische Steinbogenbrücke «Brücke Pkt. 1401» bei Vrin sowie die gedeckten Holzbrücken bei Silgin (gebaut 1880) und Vignogn (gebaut 1897).